# Wicked Lester Demo
Wicked Lester är en fullängdsdemo av rock bandet Wicked Lester som spelades in 1971 - 1972, producerad av Ron Johnsen. När bandet väl hade spelat in skivan bestämde sig skivbolaget för att inte släppa den på grund av att skivbolagschefen helt enkelt ogillade inspelningen. 1977 ville Epic Records släppa inspelningen på grund av hur stora Kiss blivit, men Kiss köpte alla rättigheter och skivan släpptes aldrig. Plattan innehåller ett par framtida Kisslåtar såsom Love Her All I Can och She.

## Låtförteckning
1. "Molly" (Paul Stanley)
2. "Keep Me Waiting" (Paul Stanley)
3. "Sweet Ophelia" (Barry Mann/Gerry Goffin)
4. "Too Many Mondays" (Barry Man/Cynthia Weil)
5. "When The Bell Rings" (Austin Roberts/Chris Welch)
6. "She" (Gene Simmons/Stephen Coronel)
7. "(What Happen) In The Darkness (Tamy Smith)
8. "Simple Type (Gene Simmons)
9. "Love Her All I Can (Paul Stanley)
10. "We Wanna Shout It Out Loud (Allan Clarke/Terry Sylvester)
11. "Long Road"

## Molly
Molly är en låt skriven av Paul Stanley. I låten används en banjo och det har länge varit ifrågasatt om vem som verkligen spelar banjon på inspelningen då både Paul Stanley och Ron Leejack har antytt att de gör det. Hur som helst uppvisar låten Paul Stanleys Beatlesinfluenser och går i en liknande stil som Gene Simmons Leeta. 
Både The Beatles Some Other Guy och Creedence Clearwater Revivals Up around a Bend innehåller likheter med Molly.

## Keep Me Waiting
Keep Me Waiting är skriven av Paul Stanley. Låten är en av de få som spelades live under Rainbow/Wicked Lester-tiden, 1971. Låten skrevs av Paul Stanley innan han började spela med Wicked Lester och skrevs under samma tid som Sunday Driver (Let Me Know)

## Medverkande
- Paul Stanley – sång, rytmgitarr och banjo
- Gene Simmons – sång och elbas
- Steve Coronel – leadgitarr]
- Brooke Ostrander – keyboard, orgel, flöjt och horn
- Ron Leejack – leadgitarr
- Tony Zarella – trummor